# 浦島太郎伝説関係資料

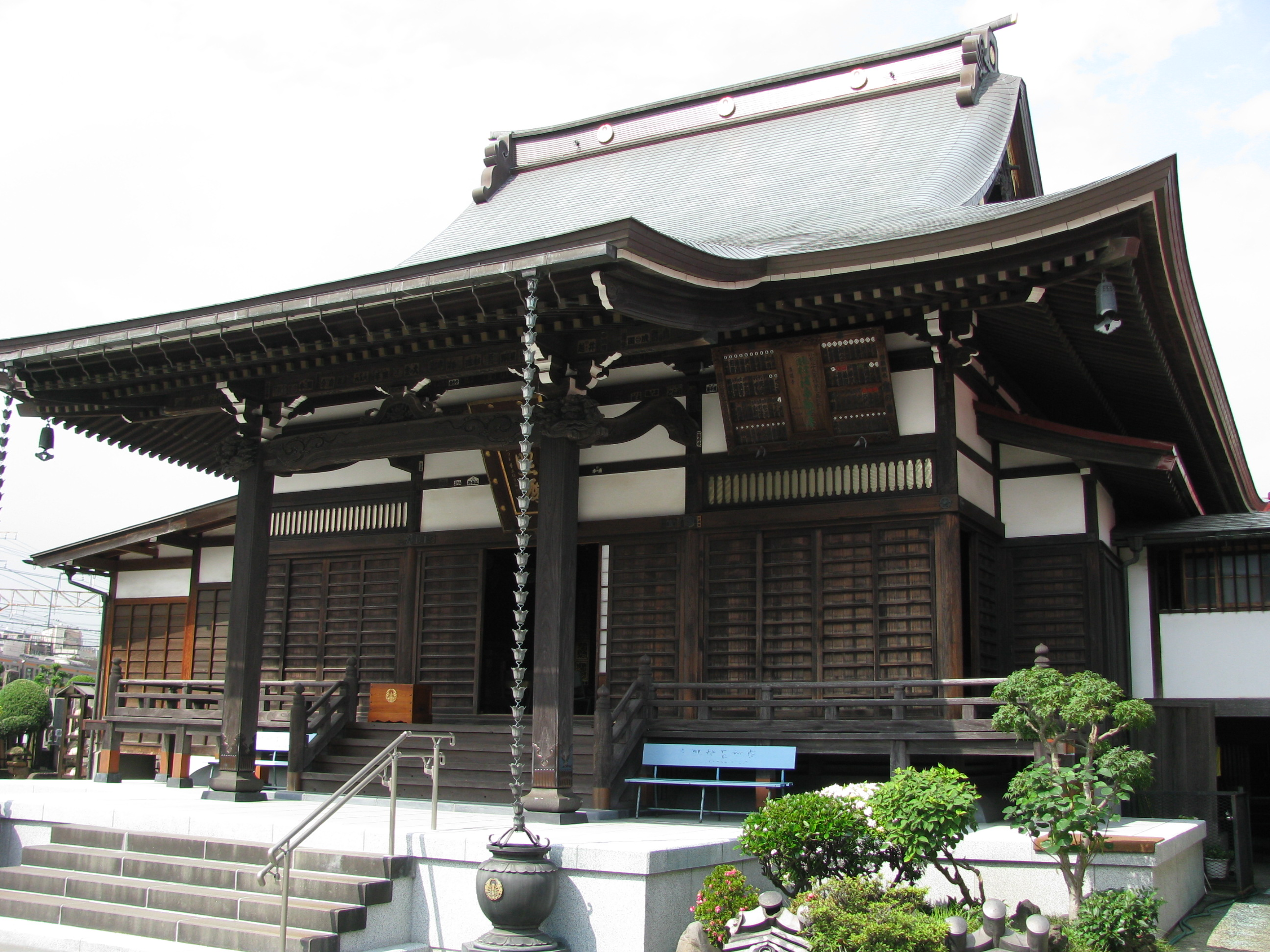
慶運寺

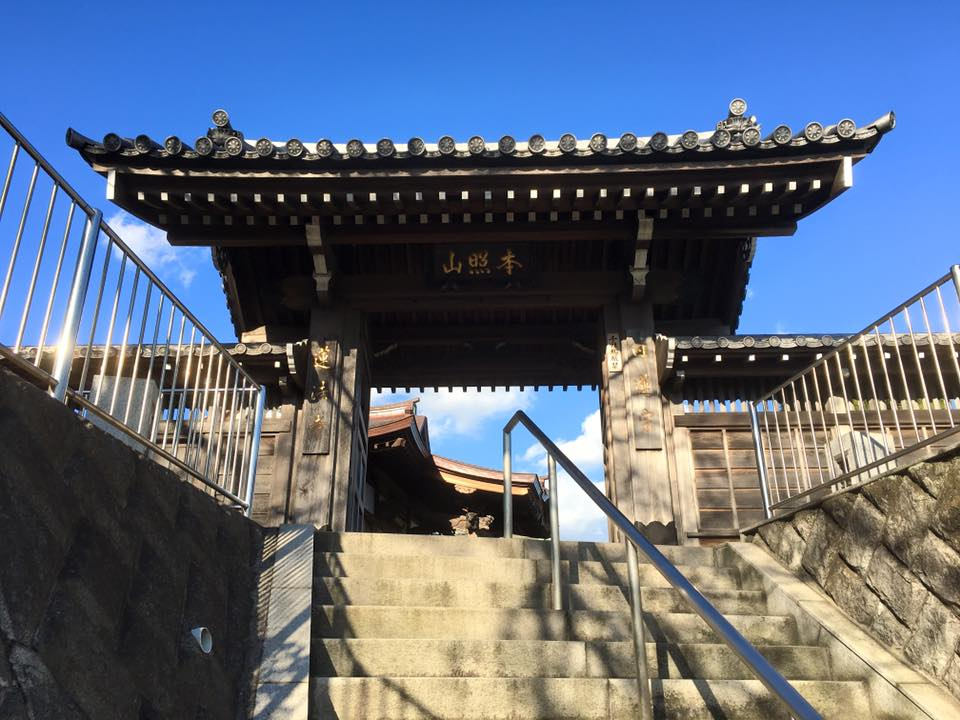
蓮法寺山門

浦島太郎伝説関係資料（うらしまたろうでんせつかんけいしりょう）は、横浜市登録の地域有形民俗文化財の一つ。1995年（平成7年）11月1日登録。同市神奈川区に伝わる浦島太郎伝説にまつわる観世音像や塔・碑の計7点が登録されている。現在の所有者は同区内の慶運寺と蓮法寺であるが、もともとは1873年（明治6年）に廃寺となった観福寺（観福寿寺）にあったものとされている。

## 神奈川の浦島伝説

### 民話
浦島太郎の物語は日本全国に様々なバリエーションが伝えられているが、横浜市神奈川区にも一般的に知られているものとは異なる浦島太郎の物語が伝わっている。概略は次のようなものである。

### 観福寺略縁起
武蔵国神奈川宿にあった観福寺の縁起書にも、同寺の由緒として浦島太郎伝説が記されていたようである。正規の縁起書そのものは残っていないが、江戸時代に作られた略縁起が現存する。そこに記された浦島太郎伝説の概略は次のようなものである。なお、複数の略縁起があり各々異同があるため、ここでは文政3年（1820年）頃に記された『浦島観音および二神像・略縁起』に基づいて記述し、他の略縁起との相違については注釈で述べる。
神奈川に伝わる浦島太郎伝説の特徴としては、「太郎の出身地が三浦半島であるとされていること」「竜宮城から玉手箱だけでなく観音像も持ち帰ったとされていること」「玉手箱を開けていないこと（開けたとするものもある）」などがあげられる。

### 浦島寺
観福寺の略縁起によれば、太郎が建てた小堂は、空海の弟子である真言宗の実恵によって観福寺として開基されたとしている。その後荒廃してしまったが、応長・正和年間（1311年 - 1317年）に浄土宗白幡派開祖の寂恵によって浄土宗の寺院として再興されたといわれている。江戸時代になると、観福寺は浦島太郎ゆかりの寺として東海道沿いの名所の一つとなり、太郎が竜宮城から持ち帰った観音像は「浦島観音」、観福寺は「浦島寺」と呼ばれて信仰を集めた。
しかし、慶応4年（1868年）に火災にあって堂宇を失う。幸い観音像と二神像は難を逃れ、その他の寺宝とともに本寺である慶運寺に運ばれた。後に同寺に観音堂が建てられてそこに安置される。これ以降、観福寺に代わって慶運寺が浦島寺と呼ばれるようになった。また、観福寺は再建されることなく廃寺となり、その跡地には1926年（大正15年）に日蓮宗の蓮法寺が移転してきた。そのため、敷地内や裏の浦島山に残されていた石塔や石碑などは、蓮法寺が管理するようになった。
これらの慶運寺と蓮法寺が所有している浦島太郎伝説にまつわる事物のうちの7点が、浦島伝説を伝えるものとして1995年（平成7年）11月1日に「浦島太郎伝説関係資料」の名称で横浜市の地域有形民俗文化財に登録されている。

## 登録資料

### 慶運寺所有

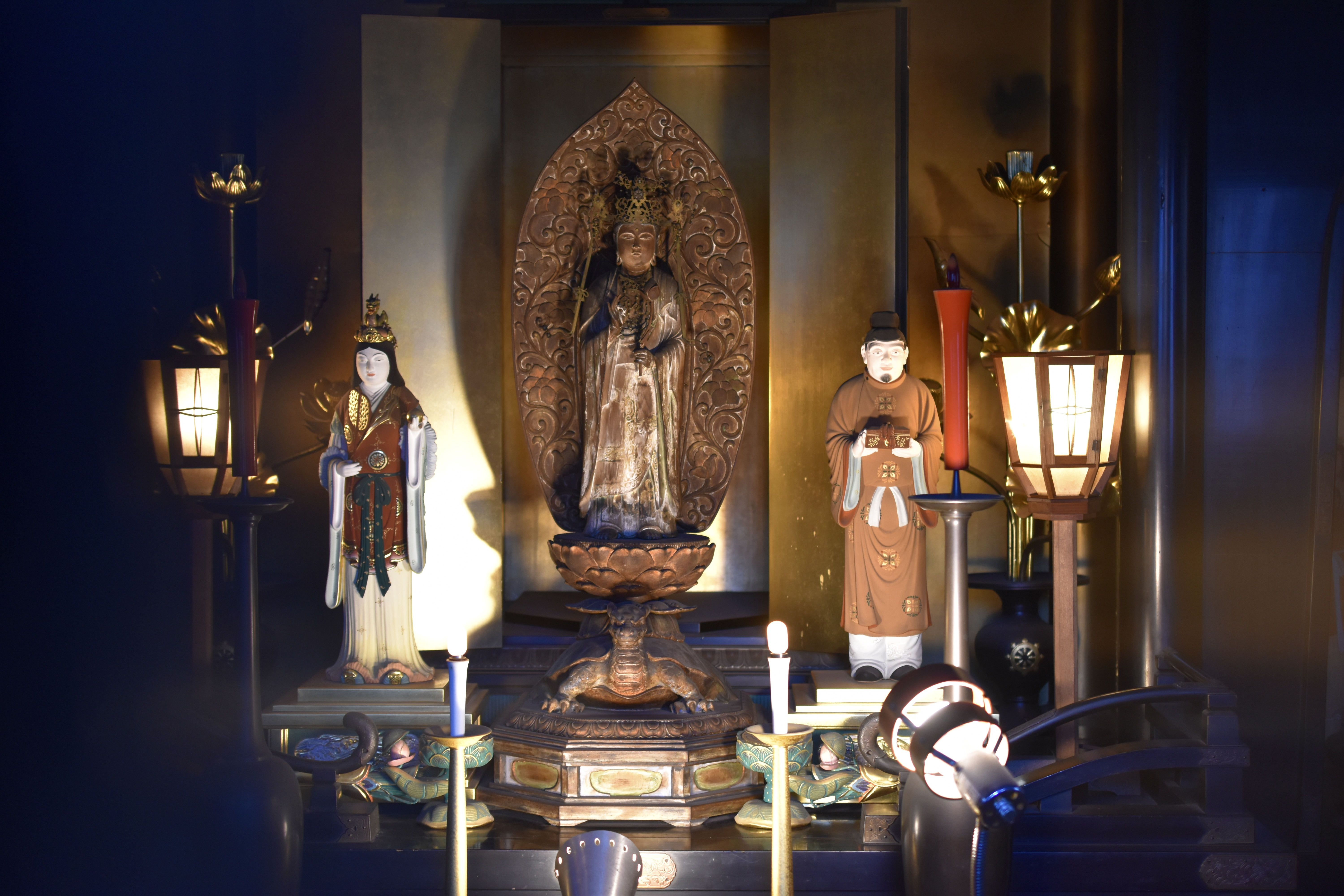
浦島観世音像

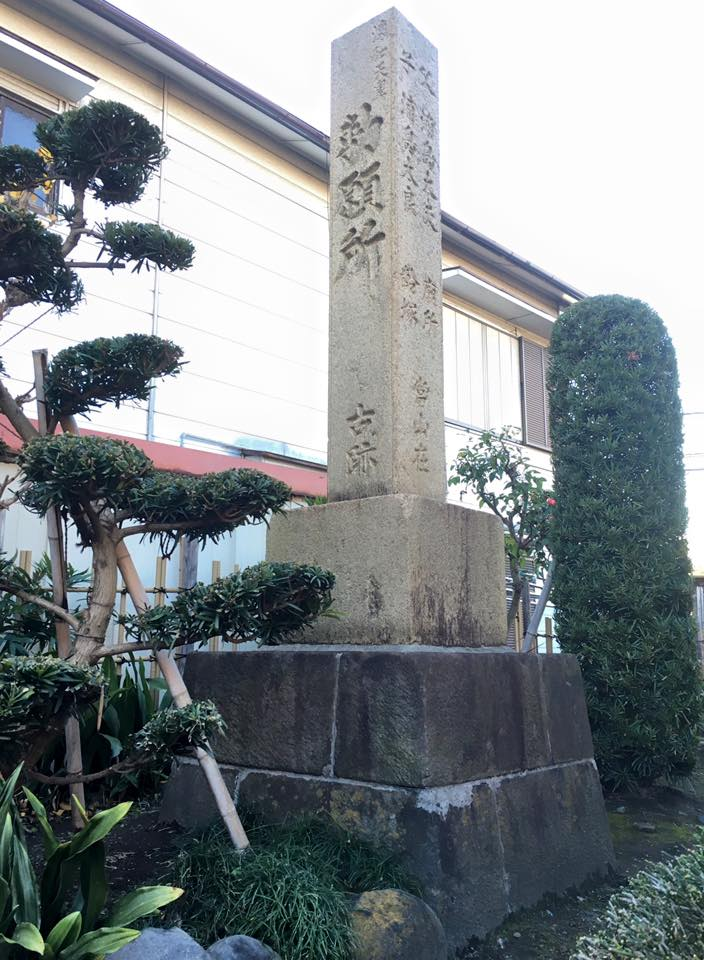
浦島父子塔

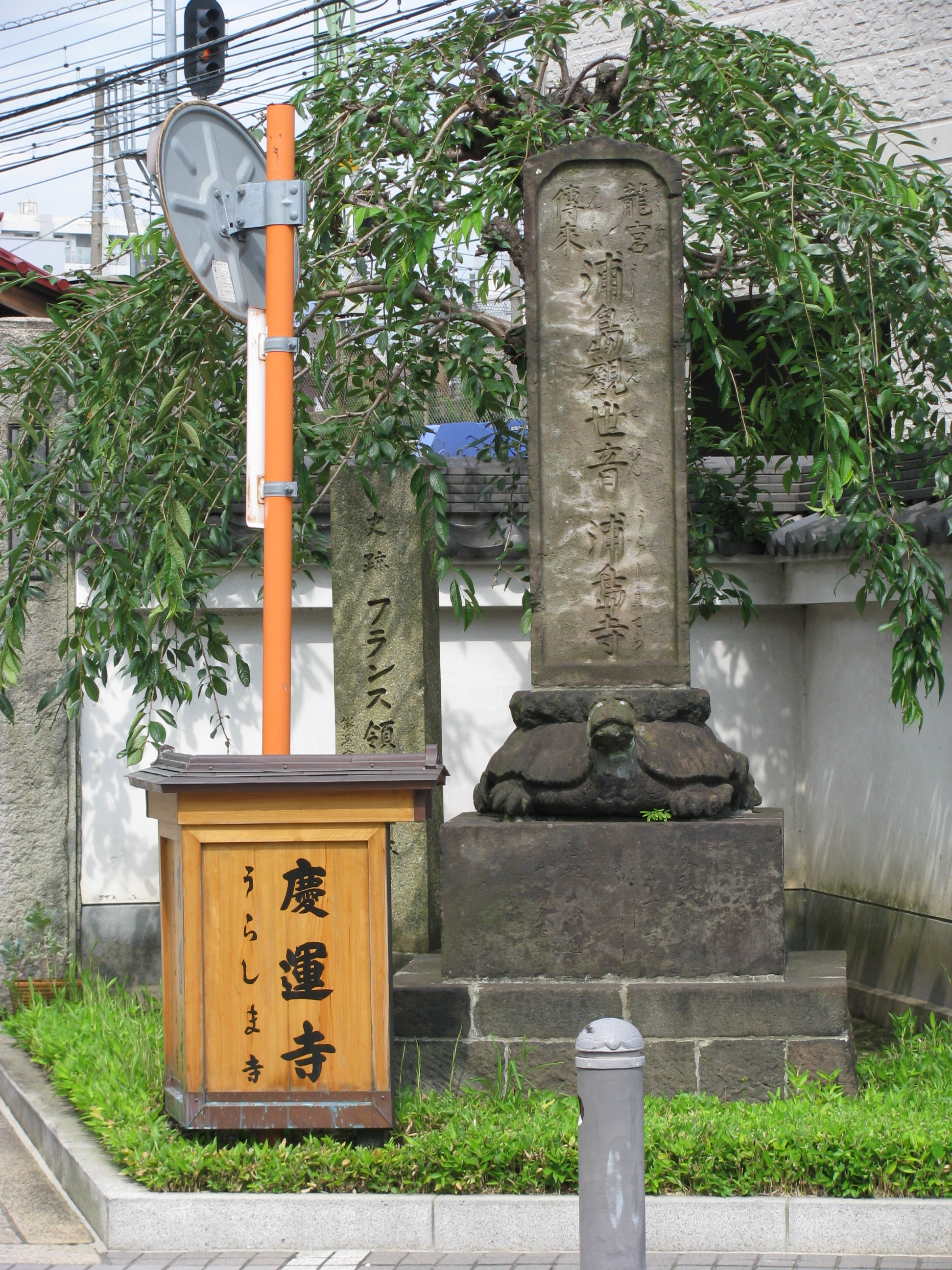
浦島寺碑

登録資料のうち慶運寺に伝わるものは、観音像と塔・碑の計3点である。いずれも被災した観福寺から持ち込まれたとされるものである。

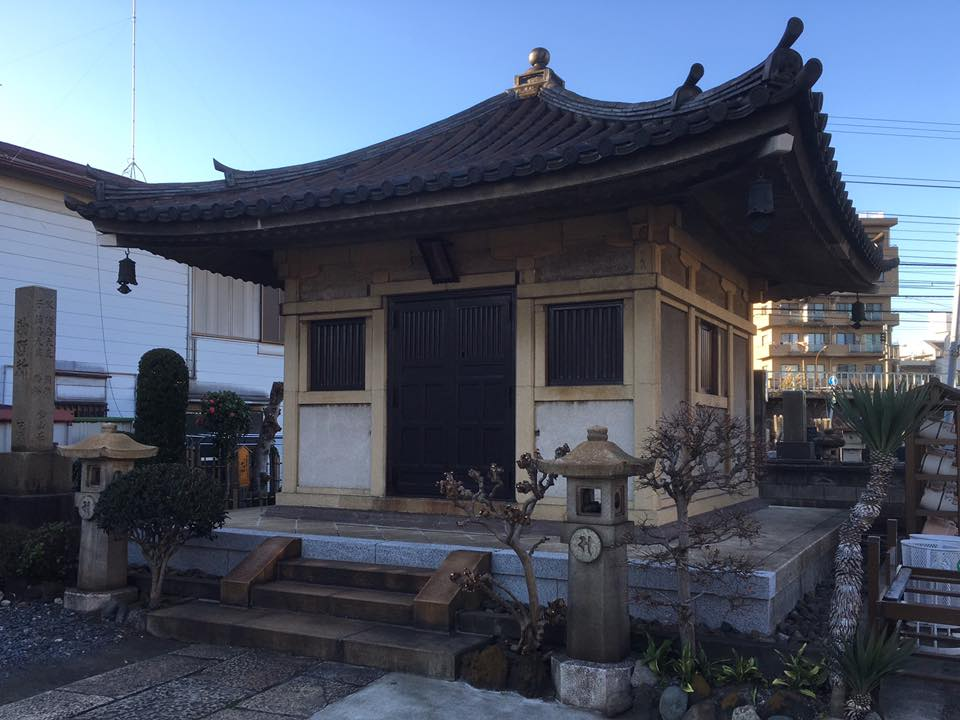
浦島観音堂

本尊浦島観世音 1躯
観福寺の本尊であった高さ1尺3寸（約40センチメートル）の観音像。木造（寄木造）、彫眼の立像で、彩色された跡がわずかに残っている。左手にハスの花を持ち、蓮台の下を亀が支えている。「聖観世音菩薩像」や「亀乗浦島聖観世音立像」などとも呼ばれる。造立時期ははっきりしないが、元禄6年（1693年）の増上寺末寺帳に記述があることから、少なくとも元禄時代には造立されていたと考えられる。
現在は、慶運寺内の浦島観音堂に浦島大明神立像・亀化龍女神立像とともに安置されており、12年に1度の子年の開帳時にのみ一般に公開されている。
浦島父子塔 1基
正面に淳和天皇の勅願所であったこと、右側面には寺内に浦島父子の塚があること、左側面に浦島大明神と亀化龍女神が鎮座することが刻まれている。裏面には、天明8年（1788年）11月に建立したことや、当時の住職や建立の発起人名などが刻まれている。
観福寺焼失前は、東海道から観福寺へ入る道の角にあったと考えられている。現在は、慶運寺の本堂の前、浦島観音堂の左側に置かれている。
総高309センチメートル
碑の高さ190.5センチメートル、碑の幅・厚さ30.5センチメートル
台石上段 高さ45.5センチメートル、幅60.5センチメートル、厚さ59.0センチメートル
台石下段 高さ73センチメートル、幅107.5センチメートル、厚さ108.5センチメートル
浦島寺碑 1基
亀の形をした石の上に載せられている石碑である。正面に「龍宮伝来 浦島観世音 浦島寺」、側面には浦島観音が百観音の一つであることや浦島観音の由来、さらに塔の修造や再建の記録などが刻まれている。塔は天明元年（1780年）、台石は文政8年（1825年）の建立とある。
観福寺焼失前は、浦島父子塔ともに東海道から観福寺へ入る道の角にあったと考えられている。現在は慶運寺の門前に立てられている。
総高278.5センチメートル
碑の高さ160センチメートル、碑の幅45.5センチメートル、碑の厚さ38.5センチメートル
亀の高さ35センチメートル、幅87センチメートル、奥行117センチメートル
台石上段 高さ43.5センチメートル、幅96.5センチメートル、厚さ99.5センチメートル
台石下段 高さ40センチメートル、幅133.5センチメートル、厚さ129センチメートル

### 蓮法寺所有

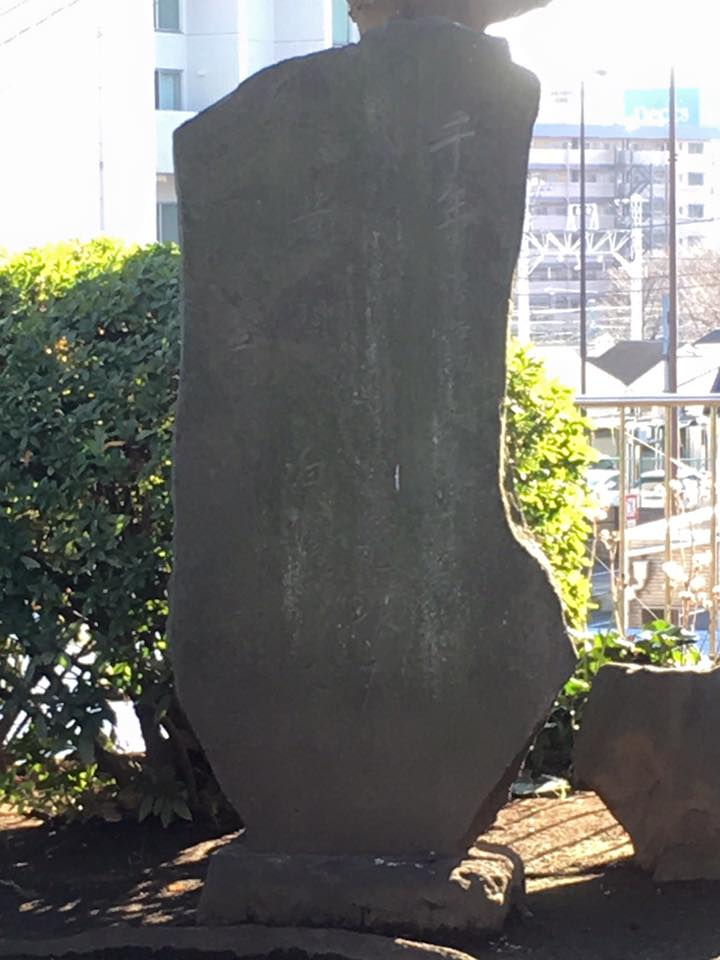
顕彰歌碑

登録資料のうち蓮法寺に伝わるものは、塔・碑4点である。これらは、観福寺が廃寺になった後もその地に残され、後に移転してきた蓮法寺の所有となったものである。

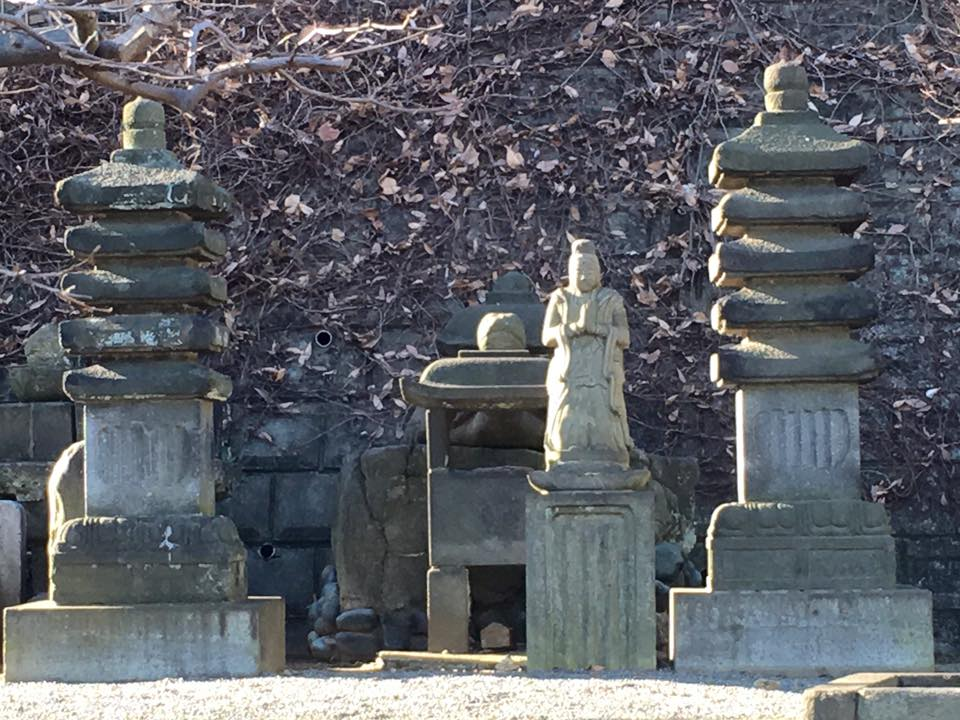
伝供養塔

伝供養塔 3基
2基は五重の石塔、もう1基は亀の石像である。浦島父子の供養塔と伝えられる。五重の石塔が太郎が父母を祀ったもの、亀の石像が太郎の墓と言われている。若干の欠損と、近年手を加えられた形跡がある。本来、亀像の背の上には塔が乗っていたが、現在は残っていない。
五重の石塔は、観福寺焼失前は観音堂の近くにあったと考えられている。亀の石像は、もともと観福寺の裏手にあった浦島山の龍燈の松の根本にあったもので、亀齢塔や浦島塚とも言われていたものである。現在は、蓮法寺の階段を上がった門の左側にある。
石塔1
総高179センチメートル、基部の幅54センチメートル、厚さ53.5センチメートル
台石の高さ22センチメートル、幅75センチメートル、厚さ73センチメートル
石塔2
総高178センチメートル、基部の幅54センチメートル、厚さ53.5センチメートル
台石の高さ23センチメートル、幅75センチメートル、厚さ73センチメートル
亀像
高さ63センチメートル、基部の幅75.5センチメートル、奥行115センチメートル
台石の高さ71センチメートル、幅109センチメートル、厚さ86センチメートル
顕彰歌碑 1基
正面に、大田唯助作の「千年ふる鶴も及はぬ 亀塚に 昔を問へは 白幡の峯」という和歌が刻まれている。元は浦島山の龍燈の松の近くに立てられていた。現在は蓮法寺境内に移されている。
総高164センチメートル、幅80.5センチメートル、厚さ7.5センチメートル